# Vilmos Aba-Novák
Vilmos Aba-Novák (Budimpešta,  15. ožujka 1894. – Budimpešta, 29. rujna 1941.) bio je mađarski slikar i grafičar. 

## Životopis
Učio je u budimpeštanskoj akademiji. Učitelji su mu bili Ferenczy (slikarstvo) i Olgycey (grafika). 
Vilmos Aba-Novák uvaženi je predstavnik suvremenog mađarskog slikarstva. Kao grafičar istaknuo se naročito na II. međunarodnoj grafičkoj izložbi u Firenci 1926.

## Vanjske poveznice
|  | Zajednički poslužitelj ima još gradiva o temi Vilmos Aba-Novák |